# Синди (Эстония)
Си́нди (эст. Sindi) — внутриволостной город в волости Тори уезда Пярнумаа, Эстония. 

## География и описание
Расположен в 14 километрах от Пярну, на левом берегу реки Пярну, в 14—17 км от её устья. Высота над уровнем моря — 14 метров.
Климат умеренный. Официальный язык — эстонский. Почтовые индексы: 86703—86705, 86701 (до востребования).

## История
На территории Синди при раскопках в 1968—1973 годах было обнаружено Пуллиское поселение периода мезолита. Датируемое 8500 годами до н. э., поселение является самым старым из обнаруженных в Эстонии. Предполагается, что поселение, относящееся к кундской культуре, просуществовало лишь небольшой отрезок времени, так как его территория была затем покрыта водой. Болотистая местность оставалась незаселенной до XVI века.
Синди получил своё название в 1565 году по имени владельца близлежащей мызы Клауса Циндта (Clauss Zindt), фогта города Пернау (в 1603 году упоминается как Zintenhof). Помимо мызы, к поселению относились шесть крестьянских домов.
Сегодняшний город был основан в 1834 году на землях деревень Сайа (эст. Saia) и Тыэла (эст. Tõela) как рабочий посёлок при суконной фабрике. Фабрика была построена рижским предпринимателем Йоханном Кристофом Вёрманном, после того как его предыдущая фабрика была сожжена во время восстания 1831 года. В XIX веке фабрика была расширена. В 1857—1858 годах появились рудоперерабатывающий цех, свечное производство и газовая фабрика. В городе были построены новые дома, больница, три школы.
5 февраля 1921 года Синди получил статус городского посёлка (эст. alev). В 1928 году было налажено железнодорожное сообщение, что привело к дальнейшему росту его населения и экономическому росту. 19 мая 1938 года Синди был присвоен статус города . Годом позже было запланировано сменить балтийско-немецкое название на новое, эстонское, но с образованием Эстонской ССР переименование было отложено. 
В 1957—1991 годах Синди административно подчинялся городу Пярну, 26сентября 1991 года Синди стал самостоятельным муниципалитетом, в результате административной реформы местных самоуправлений Эстонии 2017 года вошёл в состав волости Тори как внутриволостной город.

## Население
По данным переписи населения 2011 года в Синди проживали 4076 человек, из них 3304 (81,1 %) — эстонцы
По переписи населения 2021 года, в городе насчитывалось 3750 жителей, их них 3130 (83,7 %) — эстонцы.
В 1989 году доля эстонцев в городе составляла 72 %, в 2000 году — 79 %.
Численность населения Синди:
| Год  | 1922 | 1934   | 1939   | 1959   | 1965   | 1970   | 1979   | 1989   | 2000   | 2003   | 2006   | 2008   | 2011   | 2021   |
| ---- | ---- | ------ | ------ | ------ | ------ | ------ | ------ | ------ | ------ | ------ | ------ | ------ | ------ | ------ |
| Чел. | 1607 | ↗ 1854 | ↗ 2037 | ↗ 3115 | ↗ 3362 | ↗ 4042 | ↗ 4428 | ↗ 4548 | ↘ 4179 | ↘ 4093 | ↘ 4049 | ↘ 4011 | ↗ 4076 | ↘ 3750 |

## Галерея

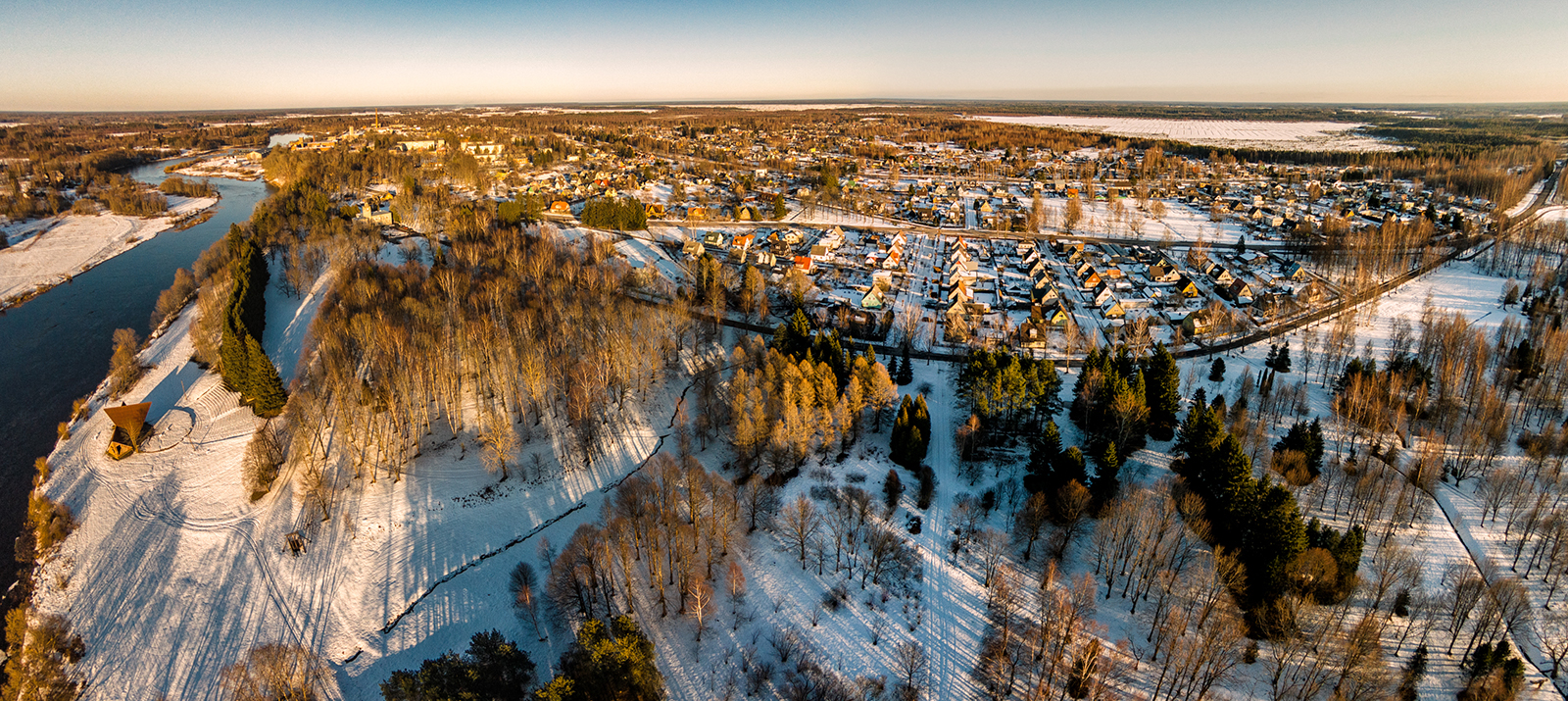
Вид на Синди с воздуха, 2016 год
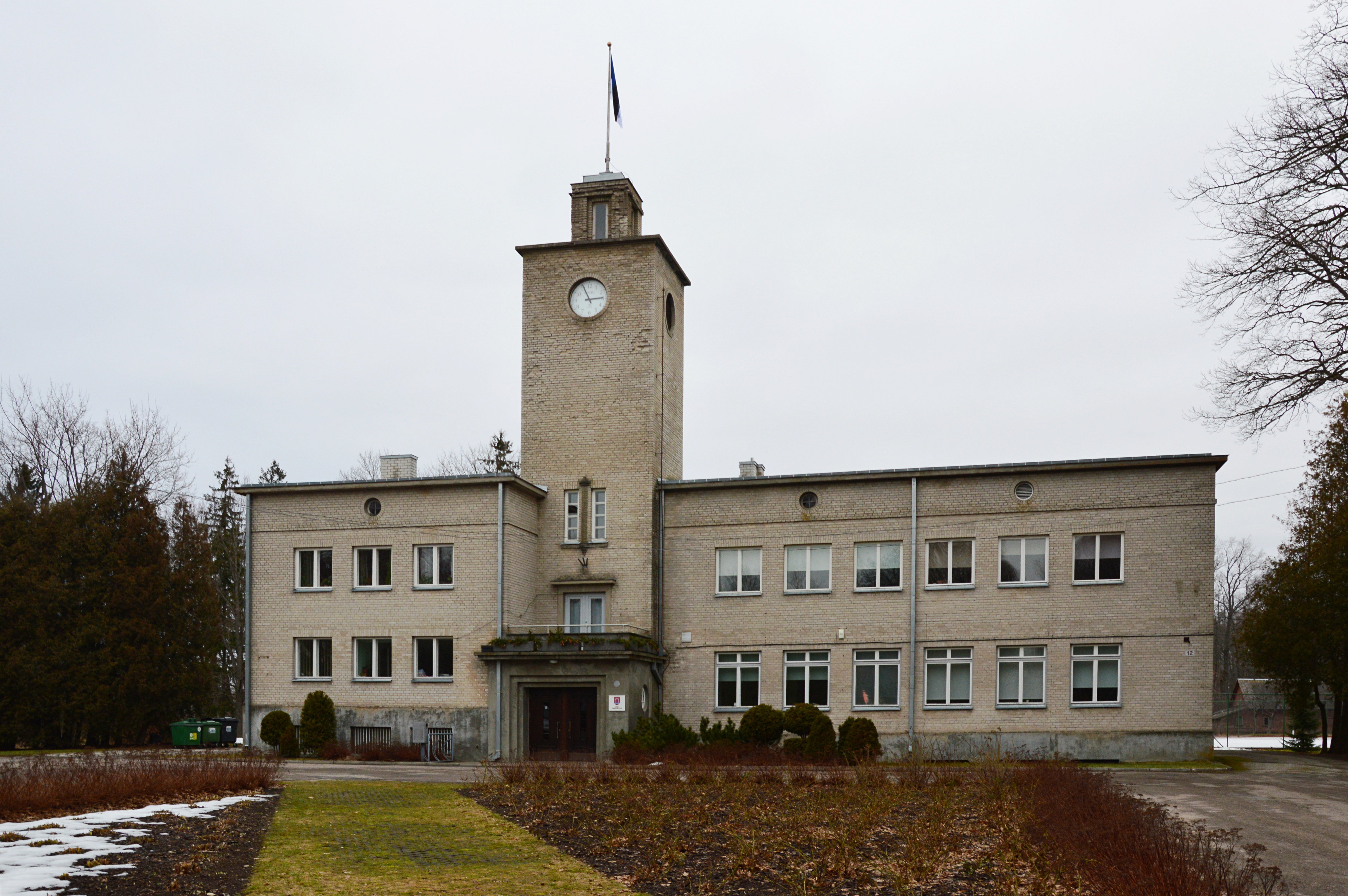
Здание ратуши (горуправы), памятник архитектуры
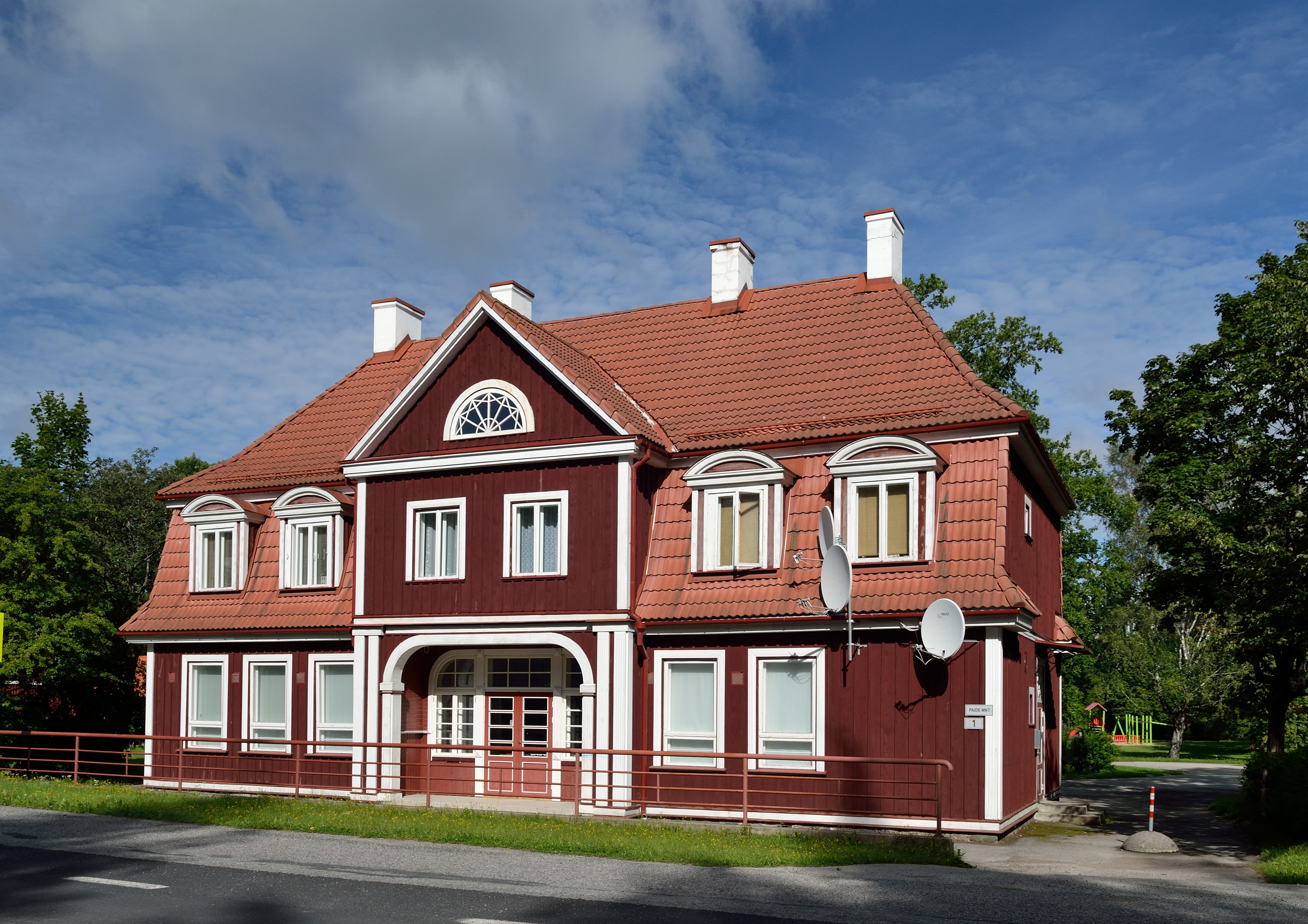
Вокзал Синди, памятник архитектуры
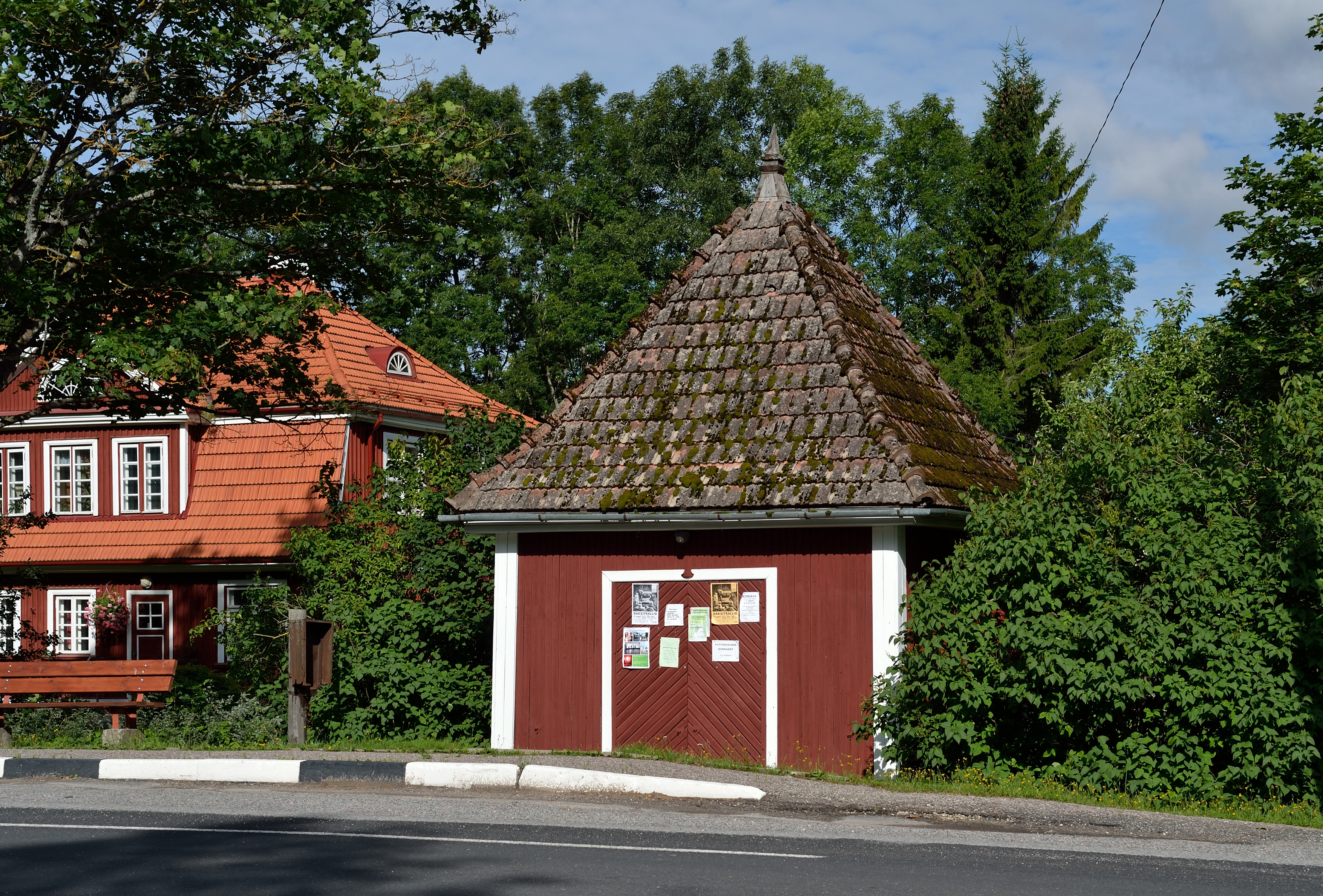
Багажное помещение вокзала
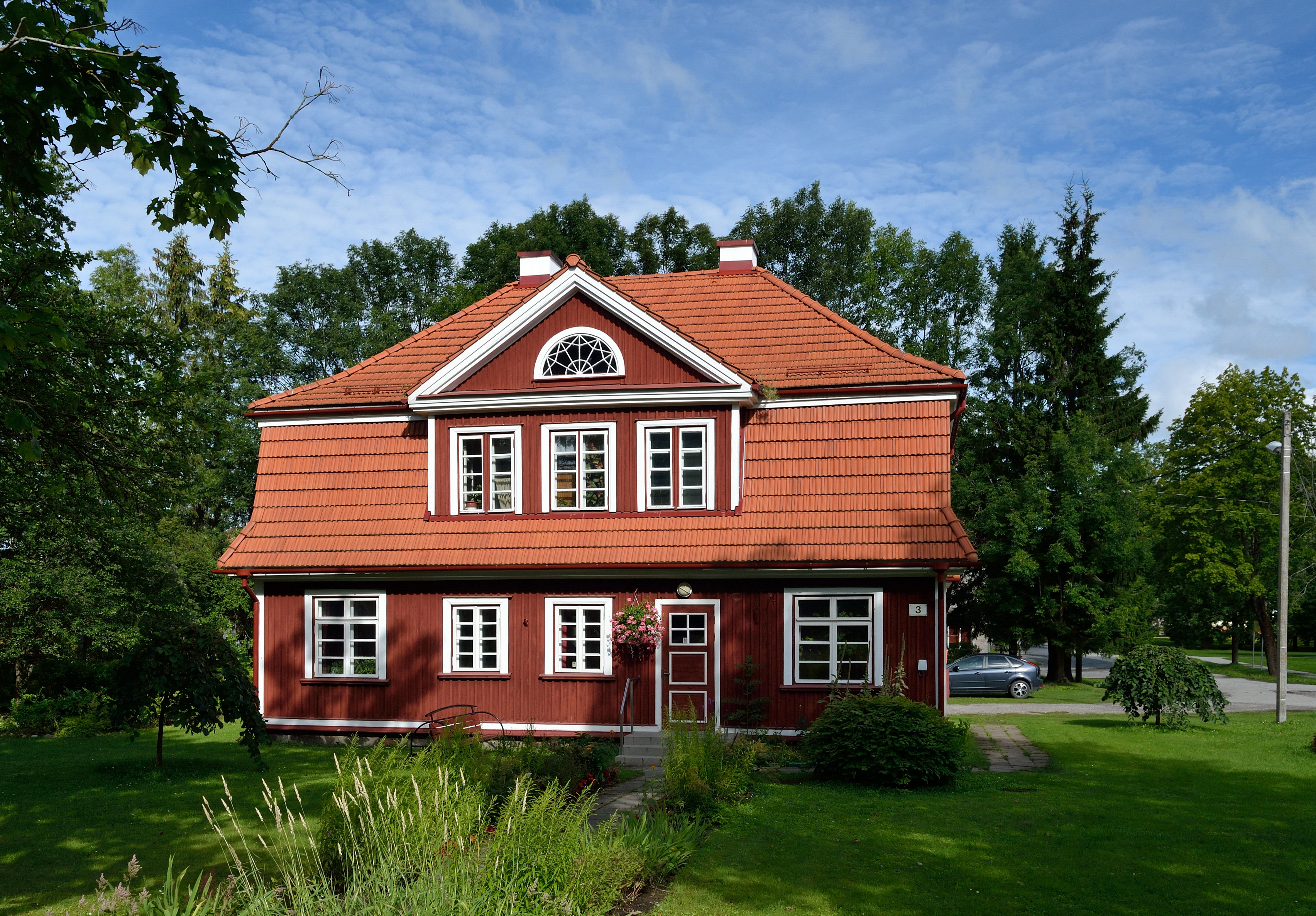
Пайдеское шоссе, 3, памятник архитектуры
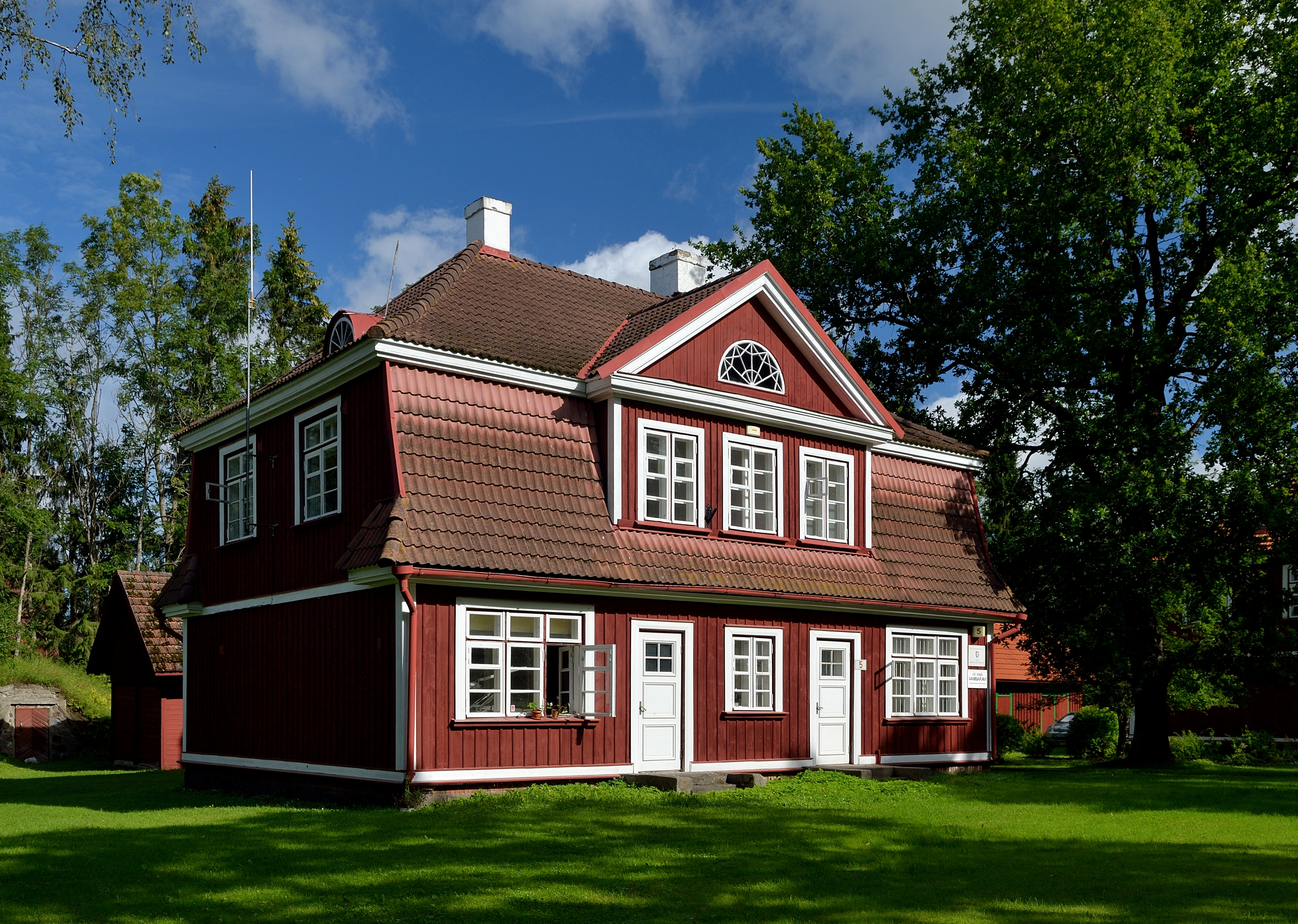
Пайдеское шоссе, 5 , памятник архитектуры
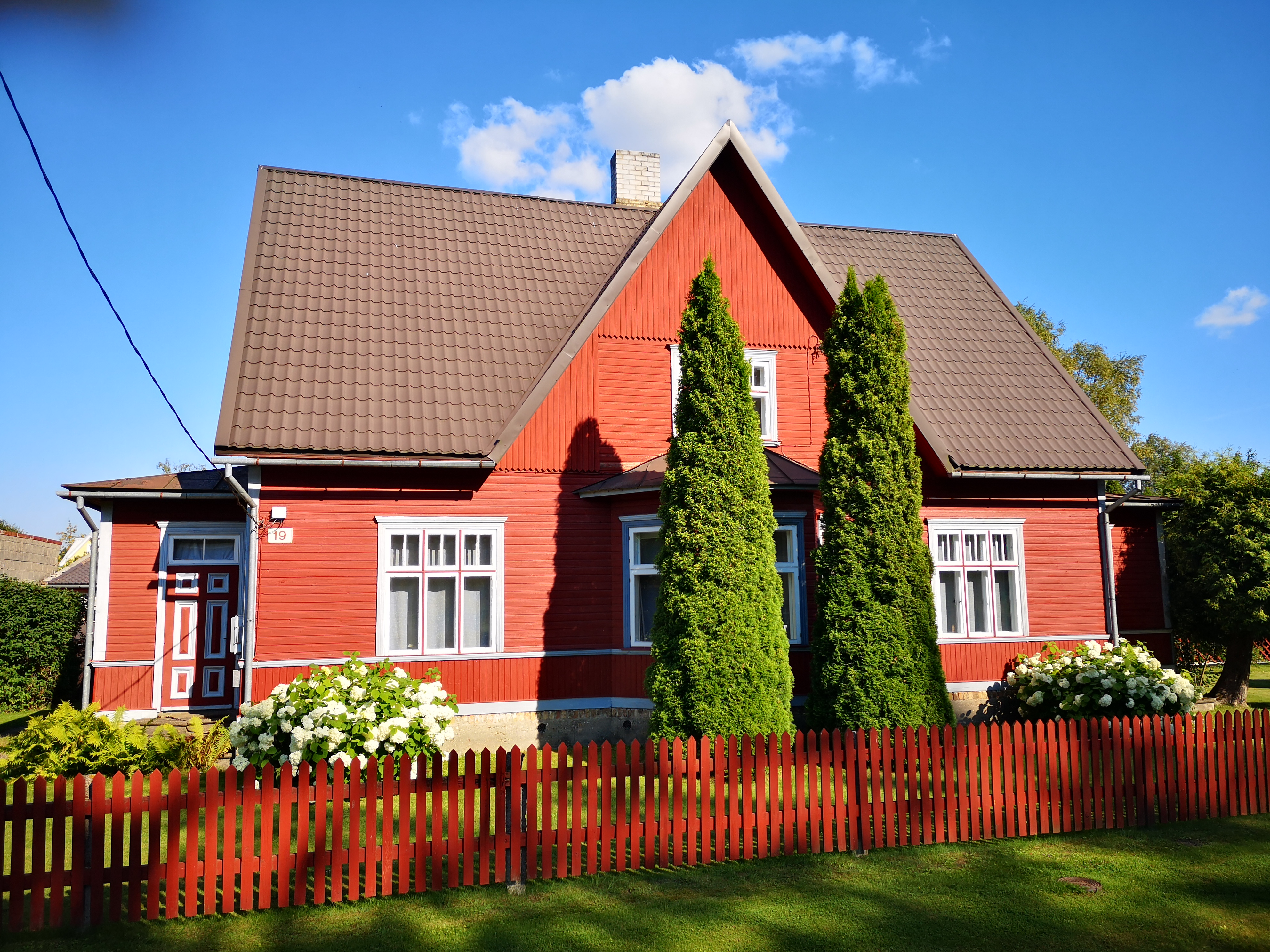
Пярнуское шоссе, 19, памятник архитектуры
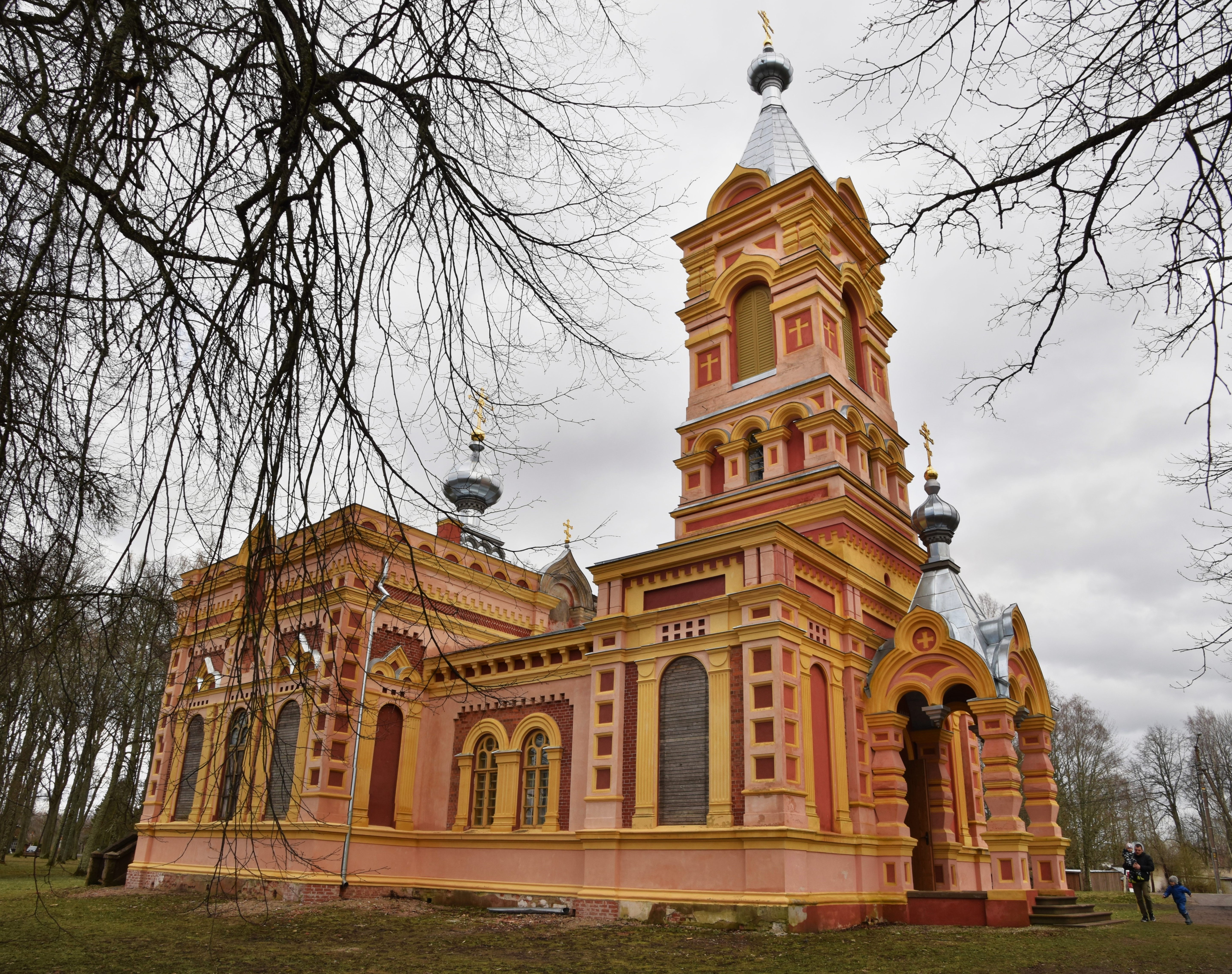
Синдиская православная церковь, памятник архитектуры
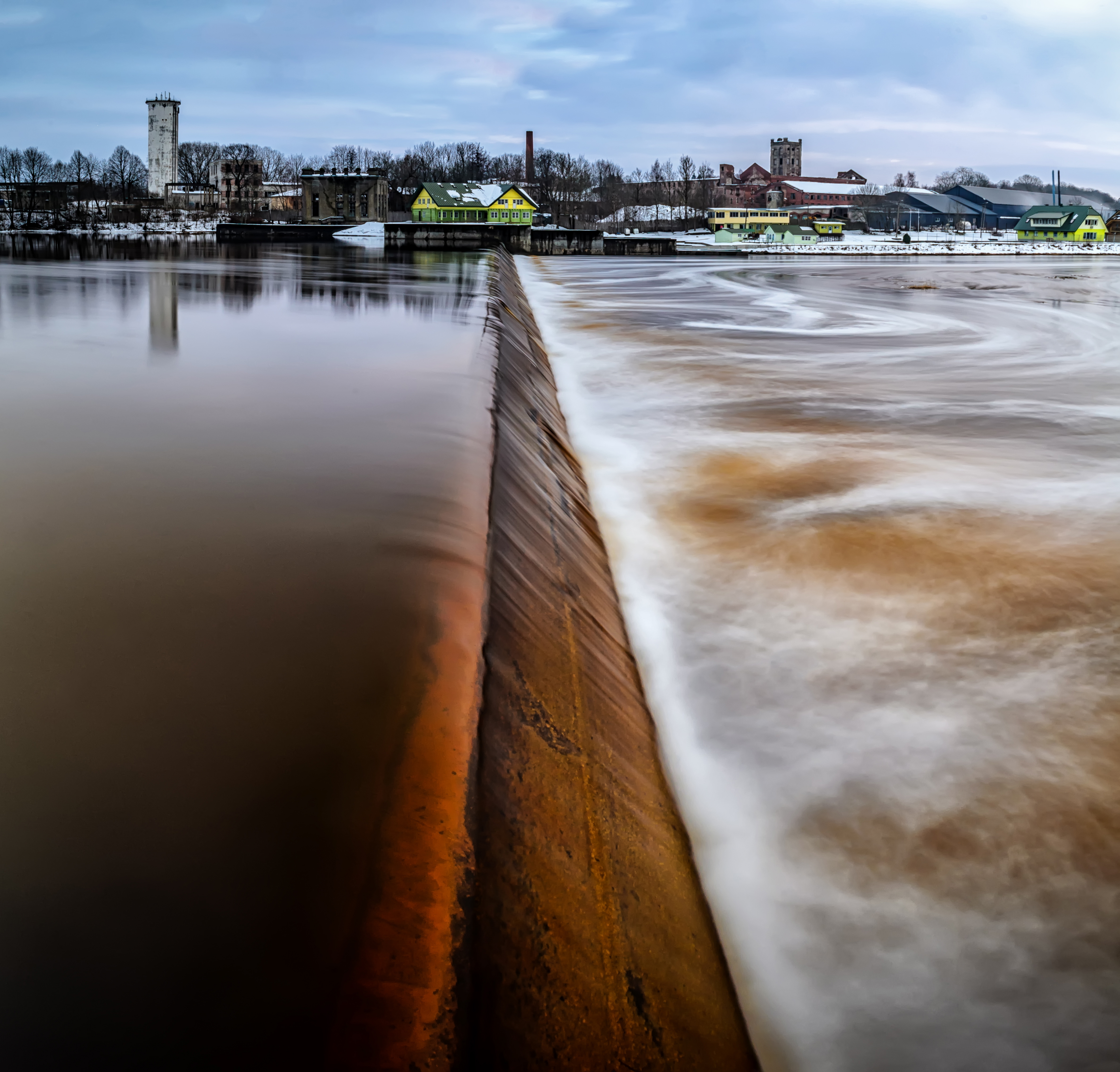
Синдиское водохранилище
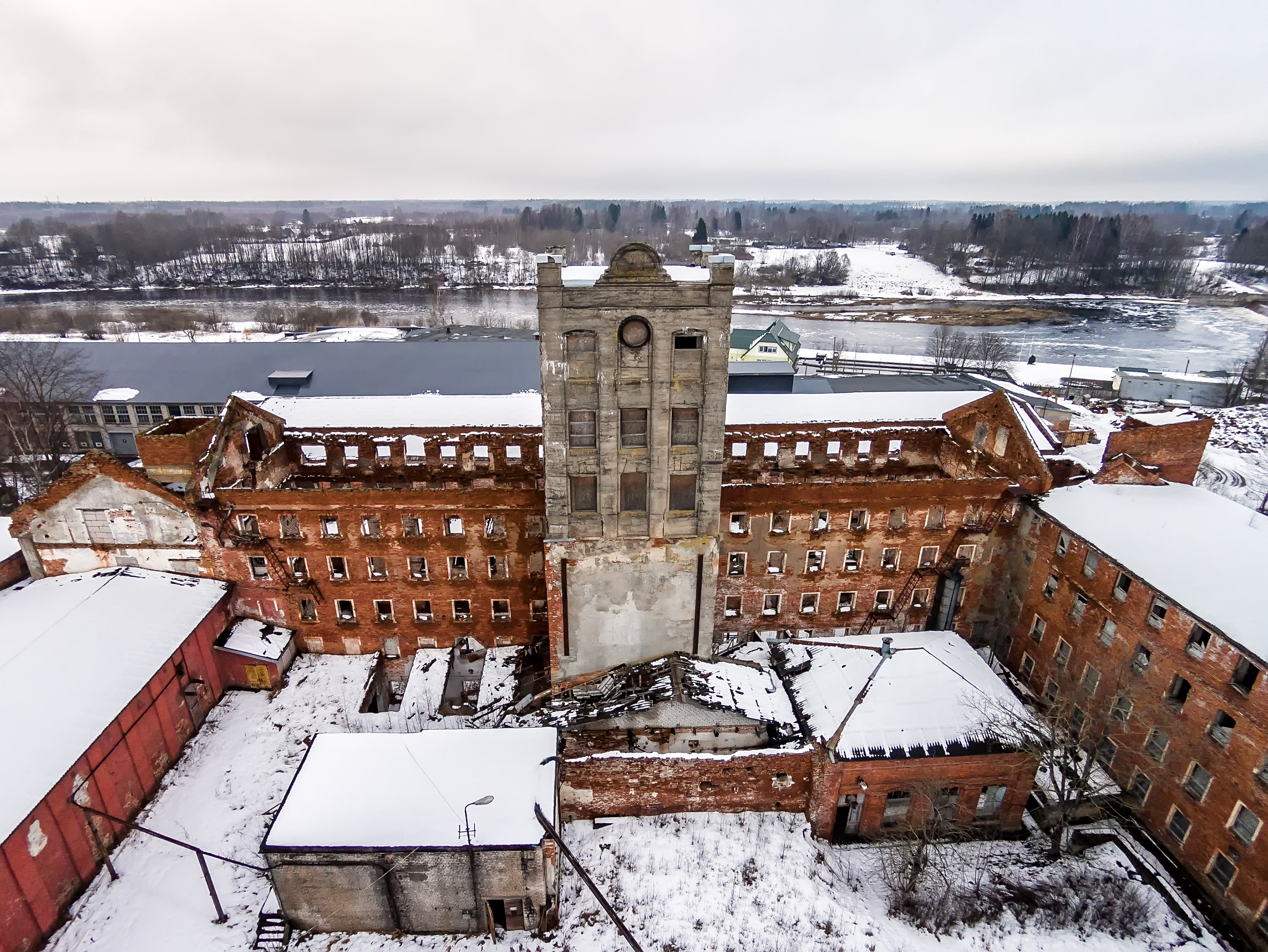
Синдиская суконная фабрика, 2016 год